# Стадион Д. Афонсо Енрикес
Стадион Д. Афонсо Енрикес (порт. Estádio D. Afonso Henriques) је фудбалски стадион у граду Гимараису, Португалија.
Стадион је дом најуспешнијег тима Гимараеш, Виторија де Гимараис, који се тренутно такмичи у највишој португалској лиги. Стадион је изграђен 1965. године, а реновиран је и проширен 2003. године за потребе за УЕФА Еуро 2004. од стране архитекте Едуарда Гимараиса за 37,3 милиона евра. Стадион Д. Афонсо Енрикес има капацитет од 30.029 и назван је по првом краљу Португалије такође родом из Гимараиса, Дом Афонсо Енрикеса. Раније је био познат као Стадион Муниципал де Гимараис, а пре тога као стадион Д. Афонсо Енрикес (1965).

## Историја стадиона
Године 1962. покренут је конкурс за изградњу новог објекта за фудбалски клуб. Након тога, око 2 године после, Португалски фудбалски савез доделио је материјална средства за постављање траве на стадиону. Наметом Савеза, који је захтевао да сви прволигашки клубови играју на травнатом терену, тада је 3. јануара 1965. године, упркос радовима који још нису били завршени, одржана церемонија отварања Општинског стадиона Гимараис. Смештен у срцу града, то је био први стадион Виторије СК, изграђен да замени стари „Кампо да Амороса“ који је срушен а који је био дом клуба око 20 година. Са капацитетом за око 15.000 седишта, пројекат је коштао око 8.500 ескудоса. У инаугурационој утакмици нове етапе састали су се Виториа СК и ФК Белененсес заулазак у португалску прву дивизију, где је победио тим Виторије (2 : 1). У 9. минуту утакмице Албертино Кастро, играч Виторије, постигао је први гол на овом стадиону. Други, победнички гол постигао је Инасио.
До тада је стадион био у власништву Градског већа Гимараиса, а 27. децембра 1989. Скупштина је гласала за пренос општинског стадиона Гимараиса на Виториа СК.
Поводом организације Светског првенства у фудбалу до 20 година у Португалији 1991. године, ово место је било један од стадиона изабраних за домаћине утакмица турнира и стадион је доживео своју прву велику реновацију.
Дана 30. септембра 1995. на Генералној скупштини усвојен је предлог методологије за избор новог имена стадиона. Чланови су гласали између два предлога, „Афонсо Енрикес” и „Виториа Спорт клуб”. У првој фази процеса предложена су и имена Естадио да Амороса и Жосе Мариа Кастро Родригес, која су касније одбачена. Предлог назван Д. Афонсо Енрикес у част Д. Афонса I, првог краља и оснивача Португалије, победио је са 453 гласа, наспрам 358.

## Европско првенство 2004.
| Датум         | Екипа #1 | Резултат | Екипа #2 | Такмичење | Посета |
| ------------- | -------- | -------- | -------- | --------- | ------ |
| 14. јун 2004. | Данска   | 0 : 0    | Италија  | Група Ц   | 29.595 |
| 22. јун 2004. | Италија  | 2 : 1    | Бугарска | Група Ц   | 16.002 |

## Смрт Миклоша Фехера
Стадион је био сведок колапса Бенфикиног играча Миклоша Фехера. Ово се догодило током првенствене утакмице између Виторије де Гимараис и Бенфике 25. јануара 2004. Крајем другог полувремена, Фехер је добио жути картон убрзо након што је ушао као замена. Затим се срушио и доживео срчани застој, а касније је умро у болници. Сваки пут када Бенфика игра у Гимараису, одржава се церемонија сећања на месту где се Фехер срушио.